# Права ЛГБТ в Алжире
Гомосексуальные отношения в Алжире запрещены законом с 1966 года, со стороны местного населения эта тема табуируется. Антидискриминационных законов в Алжире не существует.

## Уголовное преследование
Статья 338 Уголовного кодекса Алжира гласит следующее:
Те, кто практикуют гомосексуальные половые акты, наказываются лишением свободы сроком от двух месяцев до двух лет и штрафом от 500 до 2 000 алжирских динаров. Если один из участников младше 18 лет, то предусмотрен штраф в 10 000 динаров и лишение свободы до трёх лет
Статья 333 предусматривает:
При совершении преступления против общественного приличия, при сексуальных контактах лицами одного пола, предусмотрено наказание в виде лишения свободы на срок от шести месяцев до трёх лет и штраф в размере от 1 000 до 10 000 алжирских динаров

### Инциденты
Алжирское общество не испытывает большой толерантности к представителям ЛГБТ. Некоммерческая организация Behind the Mask, которая публикует информацию для лесбиянок и геев в Африке, описывает общественность страны, как «яростных гомофобов».
Насилие и убийства гомосексуалов на почве предубеждений часто называют «убийствами чести», потому что преступниками являются члены семьи или соседи жертвы, которые оправдывают свои насильственные действия спасением чести семьи или общины. Примерами служат убийства мужчин в 1994 и 1996 годах, которых подозревали в однополых контактах. В 2001 году двое человек, на почве ненависти к гомосексуалам, были побиты камнями на улице. 
В 2004 году алжирец Рамзи Ислам, подвергавшийся преследованию у себя на родине из-за своей гомосексуальности, получил политическое убежище в Великобритании. В мае 2005 года церемония заключения однополого брака закончилась полицейской спецоперацией.